# Чигирєво
Чигирєво (рос. Чигирево) — присілок в Калязінському районі Тверської області Російської Федерації.
Населення становить 107 осіб. Входить до складу муніципального утворення Алфьоровське сільське поселення.

## Історія
Від 2005 року входило до складу муніципального утворення Алфьоровське сільське поселення.

## Населення
| 1859 | 1888 | 1997 | 2002 | 2010 |
| ---- | ---- | ---- | ---- | ---- |
| 156  | ↗210 | ↘114 | ↗128 | ↘107 |